# Felix Timmermans
Felix Timmermans, född den 5 juli i Lier 1886, död där 24 januari 1947, var en belgisk (flamländsk) författare som översatts till många språk. 

## Uppväxt
Timmerman föddes och växte upp i den belgiska staden Lier, som den trettonde av fjorton barn i syskonskaran. 

## Karriär
Som författare skrev Timmermanns historiska romaner, religiösa berättelser, poesi och teaterpjäser. Vid sidan av sitt författarskap ägnade han sig också åt måleri. 

## Utmärkelser
Asteroiden 1664 Felix är uppkallad efter honom.

## Externa sidor
- http://users.telenet.be/louis.jacobs/Timmermans.htm